# Korzonek (Ortowice)
Korzonek – dawny przysiółek wsi Ortowice w Polsce w województwie opolskim, w powiecie kędzierzyńsko-kozielskim, w gminie Bierawa.  Miejscowość zniesiona 1 stycznia 2017.